# Cardamine breweri
Cardamine breweri là một loài thực vật có hoa trong họ Cải. Loài này được S.Watson mô tả khoa học đầu tiên năm 1875.